# Borj-e Bemūnī Āqā
Borj-e Bemūnī Āqā (persiska: برج بمو نی آقا, Būbūnī Āqā) är en ort i Iran.   Den ligger i provinsen Khuzestan, i den centrala delen av landet, 600 km söder om huvudstaden Teheran. Borj-e Bemūnī Āqā ligger 311 meter över havet och antalet invånare är 180.
Terrängen runt Borj-e Bemūnī Āqā är platt åt sydväst, men åt nordost är den kuperad.Runt Borj-e Bemūnī Āqā är det ganska tätbefolkat, med 62 invånare per kvadratkilometer. Närmaste större samhälle är Behbahān, 16,8 km nordväst om Borj-e Bemūnī Āqā. Omgivningarna runt Borj-e Bemūnī Āqā är i huvudsak ett öppet busklandskap.